# Shama (Sanskrit)
Der Sanskritbegriff Shama steht für ein fundamentales Prinzip im Yoga, das mit Geisteskontrolle wiedergegeben werden kann.

## Etymologie

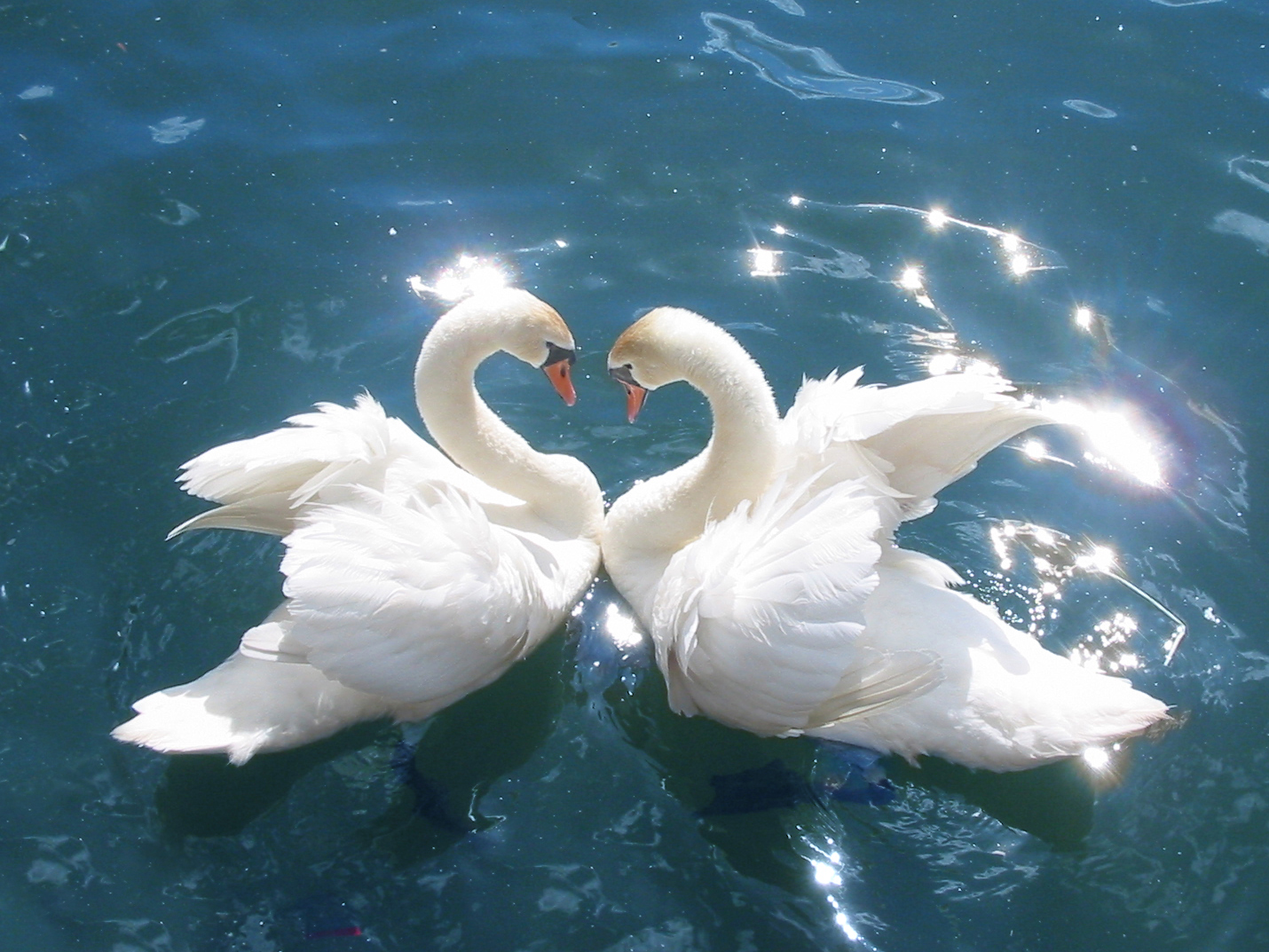
Schwäne (Cygnus olor) – Symbole für Reinheit und Transzendenz im Vedanta

Das Substantiv Shama शम (oft auch nur als Sama wiedergegeben) ist verwandt mit Shanti शान्तिः und leitet sich vom gleichlautenden Adjektiv Shama शम ruhig ab. Gemeint ist hier somit die Beruhigung der Geistesfunktionen.

## Definition
Im Tattva Bodhaḥ definiert Adi Shankara Shama folgendermaßen:

„śamaḥ kaḥ ? mano-nigrahaḥ“

„Was ist Shama ? Es ist das Erlangen von Kontrolle über den Geist oder dessen Beherrschung“

## Bedeutung
Shama ist im Vedanta neben Dama, Uparati, Titiksha, Samadhana und Shraddha der erste der sechs inneren Reichtümer (Shat-sampat). Im Yoga ist seine Beherrschung eine fundamentale Voraussetzung.